# (6795) Örnsköldsvik
6795 Ornskoldsvik (1993 FZ12) – planetoida z pasa głównego asteroid okrążająca Słońce w ciągu 4,3 lat w średniej odległości 2,64 j.a. Odkryta 17 marca 1993 roku.